# بخش کوپو
بخش کوپو (به اسپانیایی: Departamento Copo) یک منطقهٔ مسکونی در آرژانتین است که در استان سانتیاگو دل استرو واقع شده‌است. بخش کوپو ۱۲٬۶۰۴ کیلومتر مربع مساحت و ۳۱٬۴۰۴ نفر جمعیت دارد.